# Édson Boaro
Édson Boaro (São José do Rio Pardo, 1959. július 3. –) brazil válogatott labdarúgó.

## Pályafutása

### Klubcsapatban
Pályafutása során hosszabb időt a Ponte Preta (1978–84) és a Corinthians (1984–89) csapatában töltött. Később játszott még az Guarani, a Paysandu, a Sãocarlense, a Clube do Remo és a Botafogo együttesében.  

### A válogatottban
1983 és 1986 között 19 alkalommal szerepelt a brazil válogatottban. Részt vett az 1986-os világbajnokságon.

## Sikerei, díjai
Corinthians
- Paulista bajnok (1):  1988

Brazília
- Pánamerikai játékok győztes (1): 1979